# Angela Brodtka
Angela Brodtka o Angela Hennig (nom de casada) (Guben, 15 de gener de 1981) és una ciclista alemanya, ja retirada, que fou professional del 2004 al 2010. En el seu palmarès destaca el Gran Premi Castella i Lleó i una etapa al Giro d'Itàlia del 2004. Aquell mateix any disputà, sense sort, els Jocs Olímpics d'Estiu de Pequín.

## Palmarès
- 2000
  - Vencedora de 2 etapes al Eko Tour Dookola Polski
- 2002
  - Vencedora d'una etapa a la Volta a Turíngia
  - Vencedora d'una etapa a la Volta a Castella i Lleó
  - Vencedora d'una etapa al Tour de la Drôme
- 2003
  - Vencedora d'una etapa al Tour de l'Aude
  - Vencedora d'una etapa al Holland Ladies Tour
  - Vencedora de 3 etapes al Tour de la Drôme
- 2004
  - 1a al Gran Premi Castella i Lleó
  - Vencedora d'una etapa al Tour de l'Aude
  - Vencedora d'una etapa a la Ster van Walcheren
  - Vencedora d'una etapa al Giro d'Itàlia
  - Vencedora d'una etapa al Giro de Toscana-Memorial Michela Fanini
- 2005
  - 1a al Sparkassen Giro Bochum
  - Vencedora d'una etapa a la Volta a Turíngia
- 2006
  - Vencedora d'una etapa a la Volta a Turíngia
- 2007
  - Vencedora de 2 etapes al Tour de Feminin-Krásná Lípa
- 2008
  - 1a al Tour de Feminin-Krásná Lípa i vencedora d'una etapa
  - Vencedora d'una etapa a la Volta a Turíngia
- 2009
  - Vencedora de 2 etapes al Tour de l'Ardecha